# نوعید
نوعید مراسمی است در نوروز و مربوط به اولین سال بعد از فوت یکی از آشنایان یا اهالی منطقه است که به تازگی درگذشته و برای دلجویی و دلداری خانواده متوفی به خانه آنها می‌روندفاتحه می‌خوانند و به زیارت اهل قبور می‌روند.
در لغت نامه دهخدا هم‌معنی نوعید به معنای اولین عید پس از فوت یکی از اعضای خانواده آمده است.